# Temporada 1991-92 de los New Jersey Nets
La temporada 1991-92 fue la decimosexta de los New Jersey Nets en la NBA, tras la fusión de la liga con la ABA, donde había jugado nueve temporadas, y la decimocuarta  en su ubicación en Nueva Jersey. La temporada regular acabó con 40 victorias y 42 derrotas, ocupando el sexto puesto de la conferencia Este, clasificándose para los playoffs, en los que perdieron en primera ronda ante Cleveland Cavaliers.

## Elecciones en elDraft
| Ronda | Puesto | Jugador        | Posición | Nacionalidad   | Universidad  |
| ----- | ------ | -------------- | -------- | -------------- | ------------ |
| 1     | 2      | Kenny Anderson | PG       | Estados Unidos | Georgia Tech |
| 2     | 53     | Von McDade     | SG       | Estados Unidos | Milwaukee    |

## Temporada regular
| División Atlántico | División Atlántico | División Atlántico | División Atlántico | División Atlántico | División Atlántico | División Atlántico | División Atlántico | División Atlántico |
| Equipo             | G                  | P                  | %                  | PD                 | Casa               | Fuera              | Div                |                    |
| ------------------ | ------------------ | ------------------ | ------------------ | ------------------ | ------------------ | ------------------ | ------------------ | ------------------ |
| y-Boston Celtics   | 51                 | 31                 | .622               | —                  | 34–7               | 17–24              | 19–9               |                    |
| x-New York Knicks  | 51                 | 31                 | .622               | —                  | 30–11              | 21–20              | 20–8               |                    |
| x-New Jersey Nets  | 40                 | 42                 | .488               | 11                 | 25–16              | 15–26              | 15–13              |                    |
| x-Miami Heat       | 38                 | 44                 | .463               | 13                 | 28–13              | 10–31              | 14–14              |                    |
| Philadelphia 76ers | 35                 | 47                 | .427               | 16                 | 23–18              | 12–29              | 15–13              |                    |
| Washington Bullets | 25                 | 57                 | .305               | 26                 | 14–27              | 11–30              | 7–21               |                    |
| Orlando Magic      | 21                 | 61                 | .256               | 30                 | 13–28              | 8–33               | 8–20               |                    |

## Playoffs

### Primera ronda
Cleveland Cavaliers  vs. New Jersey Nets
| Fecha       | Partido                                      | Ciudad          |
| ----------- | -------------------------------------------- | --------------- |
| 23 de abril | Cleveland Cavaliers 120, New Jersey Nets 113 | Cleveland       |
| 26 de abril | Cleveland Cavaliers 118, New Jersey Nets 96  | Cleveland       |
| 28 de abril | New Jersey Nets 109, Cleveland Cavaliers 104 | East Rutherford |
| 30 de abril | New Jersey Nets 89, Cleveland Cavaliers 98   | East Rutherford |
|             | Cleveland Cavaliers gana las series 3-1      |                 |

## Estadísticas

### Temporada regular
| Rk | Jugador         | Edad | P  | PT | MP   | TC  | TCI  | %TC  | T3  | T3I | %T3  | TL  | TLI | %TL  | RO  | RD  | RT  | AS  | RB  | TAP | BP  | FP  | PTS  |
| -- | --------------- | ---- | -- | -- | ---- | --- | ---- | ---- | --- | --- | ---- | --- | --- | ---- | --- | --- | --- | --- | --- | --- | --- | --- | ---- |
| 1  | Dražen Petrović | 27   | 82 | 82 | 36.9 | 8.1 | 16.0 | .508 | 1.5 | 3.4 | .444 | 2.8 | 3.5 | .808 | 1.2 | 2.0 | 3.1 | 3.1 | 1.3 | 0.1 | 2.6 | 3.0 | 20.6 |
| 2  | Mookie Blaylock | 24   | 72 | 67 | 35.4 | 6.0 | 13.8 | .432 | 0.2 | 0.8 | .222 | 1.8 | 2.5 | .712 | 1.4 | 2.3 | 3.7 | 6.8 | 2.4 | 0.6 | 2.1 | 2.5 | 13.8 |
| 3  | Derrick Coleman | 24   | 65 | 58 | 34.0 | 7.4 | 14.7 | .504 | 0.4 | 1.2 | .303 | 4.6 | 6.0 | .763 | 3.1 | 6.4 | 9.5 | 3.2 | 0.8 | 1.5 | 3.8 | 2.6 | 19.8 |
| 4  | Chris Morris    | 26   | 77 | 74 | 31.1 | 4.5 | 9.4  | .477 | 0.3 | 1.4 | .200 | 2.1 | 3.0 | .714 | 2.6 | 3.8 | 6.4 | 2.6 | 1.7 | 1.1 | 2.2 | 2.7 | 11.4 |
| 5  | Sam Bowie       | 30   | 71 | 61 | 30.7 | 5.9 | 13.3 | .445 | 0.1 | 0.4 | .320 | 3.0 | 3.9 | .757 | 2.9 | 5.3 | 8.1 | 2.6 | 0.6 | 1.7 | 2.1 | 3.0 | 15.0 |
| 6  | Chris Dudley    | 26   | 82 | 21 | 23.2 | 2.3 | 5.8  | .403 | 0.0 | 0.0 |      | 1.0 | 2.1 | .468 | 4.2 | 4.8 | 9.0 | 0.7 | 0.5 | 2.2 | 1.0 | 3.4 | 5.6  |
| 7  | Terry Mills     | 24   | 82 | 24 | 20.9 | 3.8 | 8.2  | .463 | 0.1 | 0.3 | .348 | 1.4 | 1.9 | .750 | 2.3 | 3.2 | 5.5 | 1.0 | 0.6 | 0.5 | 1.0 | 2.4 | 9.0  |
| 8  | Kenny Anderson  | 21   | 64 | 13 | 17.0 | 2.9 | 7.5  | .390 | 0.0 | 0.2 | .231 | 1.1 | 1.5 | .745 | 0.6 | 1.4 | 2.0 | 3.2 | 1.0 | 0.1 | 1.5 | 1.1 | 7.0  |
| 9  | Rafael Addison  | 27   | 76 | 8  | 15.5 | 2.5 | 5.7  | .433 | 0.2 | 0.6 | .286 | 0.7 | 1.0 | .737 | 0.9 | 1.3 | 2.2 | 0.9 | 0.4 | 0.4 | 0.6 | 1.4 | 5.8  |
| 10 | Tate George     | 23   | 70 | 2  | 14.8 | 2.4 | 5.5  | .427 | 0.0 | 0.1 | .167 | 1.2 | 1.5 | .821 | 0.5 | 1.0 | 1.5 | 2.3 | 0.6 | 0.0 | 1.2 | 1.4 | 6.0  |
| 11 | Jud Buechler    | 23   | 2  | 0  | 14.5 | 2.0 | 4.0  | .500 | 0.0 | 0.0 |      | 0.0 | 0.0 |      | 1.0 | 0.0 | 1.0 | 1.0 | 1.0 | 0.5 | 0.5 | 1.0 | 4.0  |
| 12 | Doug Lee        | 27   | 46 | 0  | 6.7  | 1.1 | 2.5  | .431 | 0.2 | 0.8 | .270 | 0.2 | 0.4 | .526 | 0.4 | 0.4 | 0.8 | 0.5 | 0.2 | 0.0 | 0.3 | 0.8 | 2.6  |
| 13 | Dave Feitl      | 29   | 34 | 0  | 5.1  | 1.0 | 2.3  | .429 | 0.0 | 0.0 |      | 0.5 | 0.6 | .842 | 0.6 | 1.2 | 1.8 | 0.2 | 0.1 | 0.1 | 0.6 | 0.6 | 2.4  |

### Playoffs
| Rk | Jugador         | Edad | P | PT | MP   | TC   | TCI  | %TC  | T3  | T3I | %T3  | TL  | TLI | %TL   | RO  | RD  | RT   | AS  | RB  | TAP | BP  | FP  | PTS  |
| -- | --------------- | ---- | - | -- | ---- | ---- | ---- | ---- | --- | --- | ---- | --- | --- | ----- | --- | --- | ---- | --- | --- | --- | --- | --- | ---- |
| 1  | Dražen Petrović | 27   | 4 | 4  | 40.8 | 10.3 | 19.0 | .539 | 1.0 | 3.0 | .333 | 2.8 | 3.3 | .846  | 1.0 | 1.5 | 2.5  | 3.3 | 1.0 | 0.3 | 2.0 | 3.3 | 24.3 |
| 2  | Derrick Coleman | 24   | 4 | 4  | 40.5 | 9.0  | 18.5 | .486 | 0.3 | 1.5 | .167 | 4.0 | 5.3 | .762  | 3.3 | 8.0 | 11.3 | 5.3 | 1.8 | 1.0 | 2.8 | 3.0 | 22.3 |
| 3  | Mookie Blaylock | 24   | 4 | 4  | 37.0 | 4.3  | 13.8 | .309 | 0.3 | 1.5 | .167 | 0.8 | 1.0 | .750  | 1.3 | 2.8 | 4.0  | 7.8 | 3.8 | 0.5 | 1.8 | 4.0 | 9.5  |
| 4  | Chris Morris    | 26   | 4 | 4  | 33.8 | 8.0  | 14.5 | .552 | 1.0 | 2.5 | .400 | 1.8 | 2.3 | .778  | 2.8 | 2.3 | 5.0  | 1.3 | 1.8 | 1.8 | 2.0 | 2.8 | 18.8 |
| 5  | Sam Bowie       | 30   | 4 | 4  | 28.0 | 3.5  | 8.3  | .424 | 0.3 | 0.5 | .500 | 2.0 | 3.0 | .667  | 2.0 | 2.8 | 4.8  | 2.3 | 0.8 | 0.8 | 1.3 | 4.8 | 9.3  |
| 6  | Chris Dudley    | 26   | 4 | 0  | 19.3 | 1.3  | 3.5  | .357 | 0.0 | 0.0 |      | 1.0 | 2.0 | .500  | 3.3 | 3.0 | 6.3  | 0.8 | 0.5 | 2.5 | 0.3 | 3.5 | 3.5  |
| 7  | Terry Mills     | 24   | 4 | 0  | 19.3 | 2.5  | 6.8  | .370 | 0.0 | 0.3 | .000 | 1.8 | 2.8 | .636  | 2.3 | 3.8 | 6.0  | 2.0 | 0.3 | 0.5 | 1.8 | 4.5 | 6.8  |
| 8  | Tate George     | 23   | 4 | 0  | 11.0 | 1.8  | 5.8  | .304 | 0.0 | 0.0 |      | 0.3 | 0.8 | .333  | 0.0 | 0.0 | 0.0  | 2.0 | 0.8 | 0.3 | 1.0 | 2.0 | 3.8  |
| 9  | Rafael Addison  | 27   | 1 | 0  | 9.0  | 2.0  | 7.0  | .286 | 1.0 | 2.0 | .500 | 0.0 | 0.0 |       | 0.0 | 0.0 | 0.0  | 1.0 | 0.0 | 0.0 | 0.0 | 0.0 | 5.0  |
| 10 | Kenny Anderson  | 21   | 3 | 0  | 8.0  | 1.0  | 3.0  | .333 | 0.0 | 0.0 |      | 0.7 | 0.7 | 1.000 | 0.3 | 0.7 | 1.0  | 1.0 | 0.3 | 0.0 | 0.3 | 0.3 | 2.7  |
| 11 | Dave Feitl      | 29   | 1 | 0  | 3.0  | 1.0  | 2.0  | .500 | 0.0 | 0.0 |      | 0.0 | 0.0 |       | 0.0 | 1.0 | 1.0  | 0.0 | 0.0 | 0.0 | 1.0 | 0.0 | 2.0  |
| 12 | Doug Lee        | 27   | 2 | 0  | 3.0  | 0.0  | 1.5  | .000 | 0.0 | 1.0 | .000 | 0.0 | 0.0 |       | 0.0 | 0.0 | 0.0  | 0.5 | 0.0 | 0.5 | 0.0 | 0.5 | 0.0  |